# Гума
 Тази статия е за готовия продукт, използван в колелата на превозните средства.  За еластичния материал вижте Каучук.  
Вижте пояснителната страница за други значения на Гума.
Гумата е каучуковата обвивка на колелото на превозно средство, предназначено за движение извън релсов път. Гумата намалява вибрациите, причинени от движението по пътното покритие и повишава сцеплението към него. Повече за гумата вижте в статията Автомобилна гума.

## Етимология
Произходът на думата „гума“ е свързан с начина на добиване на каучук от дървесен сок. В Древен Египет се е приготвяло ароматното масло с растителен произход, с което се извършвали различни ритуали. Думата за него преминава през Древна Гърция на гръцки: κόμμι и на латински: gummi, gumma, като значението е смола, дървесен сок.

## Видове гуми

### Според състава
- Безкамерна (tubeless) гума – въздушното налягане се задържа директно от самата външна гума и джантата, като се използва специален вентил на самата джанта. Масовата гума за превозни средства.
  - Гума Run On Flat (Runflat) – специален тип автомобилна гума с подсилен страничен борд, позволяващ запазване на формата на гумата, дори и без вътрешно налягане (например след спукване). Освен това е съставена от термоустойчива смес, която е в състояние да понесе покачването на вътрешната температура при движение с гума с недостатъчно налягане.[3]
  - Нископрофилна гума – автомобилна гума с намален страничен борд, което позволява запазване на контрола при рязка загуба на въздушното налягане в гумата, за сметка на намален комфорт при пътуване по лоша настилка.
- Бандажна (плътна) гума – гума запълнена с каучук, вместо въздух под налягане; съдържа метален обръч, върху който се отлага каучукът. Използва се при големи натоварвания.
- Камерна (с вътрешна гума) – състои се от две отделни гуми: външна подсилена и вътрешна еластична гума.
- Вътрешна гума – тороидален обръч от каучук с вентил, през който се вкарва въздуха. Вътрешната гума задържа въздушното налягане.
  - „Самозалепяща се“ гума – вътрешна гума, в която има малко течна смес от каучук и микрофибри. При малък пробив в гумата сместа прониква в него и засъхва, с което го запушва. Условие за доброто действие на сместа е гумата да продължи да се ползва в продължение на няколко километра. На подобен принцип съществуват и контейнери под налягане, с които да ремонтирате аварийно малки нарушения в целостта на безкамерна гума.

### Според предназначението
- Автомобилна гума – най-масово произвеждания тип гума, широк П-образен профил, позволяващ по-голяма контактна площ;
- Спортна гума, слик – предназначена за автомобилни състезания (например за болидите във Формула 1), гумата с най-добри характеристики, но сравнително кратък живот;
- Тежкотоварна гума – за камиони, автобуси и др., подсилена автомобилна гума, позволяваща едновременно големи натоварвания и скорост;
- Велосипедна и мотоциклетна гума – заоблен профил, позволяващ запазване на сцеплението при накланяне на гумата;
- Едрогабаритна гума – специална гума за трактори, комбайни и други големи самодвижни машини с изпъкнал грайфер за тежки терени;
- Самолетна гума – проектирана да издържи на натоварване до 38 тона и налягане от 200 psi (6 пъти по-голямо от автомобилната гума);[4]
- Гума за подемно-транспортна техника (мотокар, електрокар) – подсилена гума, издържаща на високи натоварвания при ниска скорост;
- Вътрешна гума – тороидален балон, предназначен да задържа налягането в камерните гуми.